# Isifi Lokole
Gli Isifi Lokole furono un gruppo musicale di musica soukous della Repubblica Democratica del Congo nato nel 1974. Dopo il 1975 presero il nome di Isifi Melodia. Il nome "Isifi" è un acronimo di "Institut du Savoir Ideologique pour la Formation des Idoles", mentre lokole è  un tamburo tipico del bacino del fiume Congo. Essendo formato da molti ex membri degli Zaïko Langa Langa, il gruppo viene considerato parte del cosiddetto "Clan Langa Langa".

## Storia
Gli Isifi Lokole furono fondati nel 1974 da Papa Wemba (all'epoca ancora noto con il nome di Shungu Wembadio), proveniente dagli Zaïko Langa Langa, insieme ad altri membri del suo precedente gruppo (Evoloko Jocker, Mavuela Somo e Bozi Boziana). Il gruppo ebbe un successo travolgente, soprattutto con il singolo Amazone. Nel 1975, in seguito a una disputa fra Papa Wemba ed Evoloko, il gruppo subì la defezione di Papa Wemba, Somo e Boziana, che fondarono gli Yoka Lokole. Evoloko rimase, e qualche tempo mutò il nome del gruppo in Isifi Melodia.

## Formazione
La formazione originale degli Isifi Lokole comprendeva:
- Evoloko Athsuamo (Evoloko Jocker): voce
- Shungu Wembadio (Papa Wemba): voce
- Mavuela Somo: voce
- Bozi Boziana: voce
- Chora Mukoko: chitarra
- Djo Mali: basso
- Biko: batteria
- Otis Koyongonda: lokole
- Ada Muwangisa: accomp. guitar

## Discografia parziale
- Ainsi va la vie, amazone,Mokili ebaluki (Shungu Wembadio) (1975)
- Matembele Bangi, lisuma ya zazu (Wembadio) però in YOKA-LOKOLE??? (1976)
- Belobi,Mandendeli(Bozi Boziana),Kania,Soyotina(Mavuela Somo),2x2x2,c'est la vie(Evoloko),Atanga(Ada),Moseka(Djo Maly),Aya(Vadio)